# Antoni Woroniecki
Antoni Woroniecki (ur. 1 kwietnia 1907 w Piotrkowie Trybunalskim  – zm. 5 maja 1995 w Łodzi) – polski duchowny rzymskokatolicki, kanonik, prałat, infułat, doktor prawa kanonicznego, wykładowca, wieloletni rektor Wyższego Seminarium Duchownego w Łodzi.

## Życiorys
Pochodził z parafii św. Jacka i św. Doroty w Piotrkowie Trybunalskim. W 1925 ukończył miejscowe Gimnazjum im. Bolesława Chrobrego i zdał maturę. Następnie wstąpił do Wyższego Seminarium Duchownego we Włocławku. Jednak po roku przeniósł się do łódzkiego seminarium, które ukończył z wynikiem bardzo dobrym w 1929, po czym z rąk biskupa Wincentego Tymienieckiego przyjął święcenia kapłańskie.
Następnie był wikariuszem, prefektem szkół, kapelanem sióstr zakonnych (Urszulanek i Pasterek), notariuszem i obrońcą węzła małżeńskiego w Sądzie Biskupim, kanclerzem Kurii. 
Dzięki zgodzie biskupa mógł podjąć studia specjalistyczne z prawa kanonicznego na Wydziale Teologicznym Uniwersytetu Warszawskiego, które uwieńczył 28 czerwca 1935, uzyskaniem stopnia doktora prawa kanonicznego. 
W czasie II wojny światowej był wikariuszem w parafiach: św. Antoniego w Tomaszowie Mazowieckim, św. Jacka w Piotrkowie Trybunalskim i Podwyższenia Świętego Krzyża w Łodzi. 
Po zakończeniu działań wojennych, dnia 3 sierpnia 1945, otrzymał nominację na wicerektora łódzkiego Seminarium Duchownego, natomiast 19 lutego 1947 został rektorem tejże uczelni. Funkcję tę sprawował przez prawie 30 lat. Wykładał tam prawo kanoniczne.
W 1989 doznał wylewu, czego skutkiem był częściowy paraliż, powodujący niemożność przemieszczania się. Od tego momentu znów zamieszkał w seminarium duchownym, w którym miał stała opiekę. Tam też zmarł, opatrzony Sakramentami Świętymi. Pochowany 8 maja 1995 na cmentarzu w Piotrkowie Trybunalskim.
Tytuły, godności i odznaczenia
- Protonotariusz apostolski
- Prałat honorowy Jego Świątobliwości, 5 listopada 1964
- Szambelan papieski
- Kanonik honorowy Katedralnej Kapituły Łódzkiej
- kustosz i scholastyk Katedralnej Kapituły Łódzkiej, 25 kwietnia 1962
- odznaczony rokietą i mantoletem